# Bert Saxby
Bert Saxby é uma personagem fictícia do filme 007 Os Diamantes São Eternos, de 1971, sétimo da franquia cinematográfica do espião inglês James Bond, criado por Ian Fleming.

## Características
Personagem que não existe no livro, Saxby é um homem inescrupuloso que ao mesmo tempo em que dirige o cassino do milionário Willard Whyte é um capanga de Ernst Stavro Blofeld e da SPECTRE, que sequestrou o megaempresário de quem é empregado e homem de confiança.

## No filme
Saxby, como diretor do cassino de Whyte, é quem aprova o crédito de James Bond, que ele acredita ser outra pessoa, um cúmplice do grupo, para jogar na mesa de dados. Depois ele entra em contato com Blofeld pelo telefone sobre as condições de Whyte no cativeiro e recebe ordens de matá-lo. Quando ele se dirige à mansão onde Whyte está confinado, Bond, Felix Leiter, a CIA e a polícia já se encontram no local e depois de tentar matar Bond errando seu tiro, ele é morto a tiros de rifle por 007.